# 경주 금척리 고분군
경주 금척리 고분군(慶州 金尺里 古墳群)은 대한민국 경상북도 경주시 금척리에 위치한 삼국시대 신라의 무덤이다. 1963년 1월 21일 대한민국의 사적 제43호로 지정되었다.

## 개요
경주 근교 금척리 평지에 있는 신라의 고분들로, 크고 작은 30여 기의 고분들이 모여 있다.
일제강점기까지는 대략 50여 기가 남아 있었다고 하지만, 지금은 30여 기 정도의 고분만 확인된다. 개별 고분에 대한 본격적인 조사는 아직 이루어지지 않았지만 1952년에 파괴된 무덤 2기를 조사한 바 있다. 무덤의 구조는 직사각형의 구덩이를 파고 덧널(곽)을 설치한 다음 그 위를 냇돌로 덮어 쌓아 올린, 신라 특유의 돌무지덧널무덤(적석목곽분)이다. 1952년의 조사결과 출토된 유물로는 금귀고리와 굽은옥, 철편 등이 있다.
이곳의 무덤들은 모두 경주시내 대릉원 등에 위치한 대형 고분들보다는 규모가 작고, 부장품 등에서도 차이가 있어, 왕족이 아닌 비교적 낮은 신분을 가진 귀족들의 무덤으로 조영된 것으로 보인다. 다만, 대릉원 지역과는 다른 지역에 비슷한 시기에 조성된 고분이 존재하는 것으로 보아, 금척리를 중심으로 하는 지역의 수장층, 혹은 사로 6부 중 어느 하나의 수장층 묘역 정도로 추정된다.
한편, 금척리는 신라의 시조 박혁거세가 하늘에서 받은 금으로 만든 자(금자)를 숨기기 위해서 40여 개의 가짜 무덤을 만들었다는 전설이 내려오는 곳이다. 지금도 이 무덤들 속에 금으로 만든 자가 묻혀 있을 것이라는 이야기가 전한다. 하지만 금척리의 고분들은 그 중심 연대가 5세기 정도로 보이는데, 이로 보아 금척리 고분이 조영되어 존재하는 상황에서 박혁거세와 금척에 대한 전승이 만들어졌던 것으로 보인다. 고분의 조영과 박혁거세의 활동 시기 사이에는 500년 정도의 시간적 격차가 존재한다.

## 현지 안내문
이 고분군은 모두 50여 기로 이루어져 있다. 부분적으로 발굴조사한 결과 돌무지 덧널무덤으로 밝혀졌으며, 통일신라 이전의 왕족이나 귀족들의 무덤으로 추정된다. 현재 흙으로 무덤 위를 둥글게 쌓아 올린 고분 32기가 확인되고 있다.
혁거세왕이 죽은 사람을 살리고 병든 사람을 고칠 수 있는 금자(金尺)를 하늘에서 받았는데, 중국에서 이를 탐내므로 여기에 감추었다는 전설이 있어 마을 이름을 '금척리'라 부른다.